# Wire speed
In telecomunicazioni il termine wire speed indica la velocità di trasmissione dati ipotetica massima di un cavo elettrico o di un altro mezzo trasmissivo. Il wire speed dipende dalle proprietà fisiche ed elettriche del cavo, ovviamente sono coinvolti i livelli più bassi del protocollo.
Quando è usato come aggettivo, wire speed descrive ogni periferica o funzione hardware in grado di processare dati senza ridurre la velocità di trasferimento globale. Comunemente si dice che funzioni embedded nei microchip lavorano in wire speed (cioè alla velocità del cavo).
Bridge, Switch, router ed altri dispositivi di rete sono spesso descritti come funzionanti in wire speed per sottolineare la velocità di evasione dei dati da parte delle periferiche, quasi come se i dati non venissero nemmeno processati.
Un esempio di funzione in wire speed è la cifratura/decifratura effettuata a livello hardware mediante circuiti integrati specializzati.